# Carmen de Icaza
María Carmen de Icaza y de León, baronessa di Claret (Madrid, 17 maggio 1899 – Madrid, 16 marzo 1979), è stata una scrittrice e giornalista spagnola, popolare per i suoi 10 romanzi rosa o romantici pubblicati tra il 1935 e il 1960.
Le sue opere furono tradotte in diverse lingue e nel 1945 fu proclamata "la scrittrice più letta dell'anno".

## Biografia
María Carmen de Icaza y de León  nacque il 17 maggio 1899 a Madrid. Fu la seconda dei sei figli nati dal matrimonio tra  Francisco de Asís de Icaza y Beña e Beatriz de León y Loynaz. Il padre era un ambasciatore messicano ed un poeta riconosciuto, la madre una cugina spagnola dei marchesi di Esquilache.
Fin da bambina si trovò circondata da un ambiente letterario che influì sulla sua crescita. Il circolo letterario di suo padre era frequentato da Juan Ramón Jiménez, José Ortega y Gasset e Rubén Darío. Successivamente suo padre fu mandato a Berlino, dove Carmen studiò Lingue Classiche e Moderne. Oltre lo spagnolo, parlava inglese e tedesco con scioltezza.
Nel 1925 suo padre fallì, e Carmen diventata la maggiore dei figli dopo la morte della sorella, decise di aiutare economicamente la famiglia. Trovò lavoro presso il quotidiano El Sol scrivendo per la rubrica femminile.
Nel 1930 si sposò con Pedro Montojo Sureda, con il quale nel 1932 ebbe una figlia, Paloma, futura madre dei politici Íñigo Méndez de Vigo e Montojo e Beatriz Méndez de Vigo.
Dalle pagine del quotidiano Ya nel 1935 Carmen lanciò una campagna a favore delle madri single e dei bambini svantaggiati.
Nel 1936 fu cofondatrice a Valladolid dell'Auxilio Social, un'organizzazione di aiuti umanitari nata durante la guerra civile spagnola per portare soccorso alla popolazione civile. Ricoprì la carica di segretaria generale di questa organizzazione per 18 anni. Nel 1936 fece il suo ingresso a Madrid a capo del vittorioso esercito nazionalista. Durante la dittatura franchista, nel gennaio 1940 venne nominata segretaria generale della Direzione Generale di Propaganda. Visitò la Germania nazista e l'Italia fascista (fu ricevuta da Mussolini) con Pilar Primo de Rivera, sorella di José Antonio Primo de Rivera, fondatore della Falange spagnola.
Collaborò con la Croce Rossa per più di venti anni, ricevendo il titolo di Baronessa di Claret. Morì a Madrid nel 1979.

### Carriera come romanziera
Scrisse il suo primo romanzo, La boda del Duque Kurt nel 1917, all'età di diciassette anni. Durante la sua collaborazione alla rivista madrilena El Sol, il direttore Félix Lorenzo le chiese di tradurre una novella di argomento femminile e lei gli propose il racconto che aveva scritto in precedenza e mai pubblicato, senza rivelare di esserne l'autrice. Alla fine degli anni '20 La boda del Duque Kurt venne data alle stampe sotto lo pseudonimo di Valeria Léon, il suo secondo nome. Considerato il successo ottenuto, l'editore catalano Juventud la pubblicò nel 1935 nella collezione "La novela rosa". Raggiunge il successo con il suo secondo romanzo, Cristina Guzmán, profesora de idiomas. Pubblicato nel 1936 nella rivista Blanco y Negro, divenne una delle serie radiofoniche di maggior successo del postguerra spagnolo. Tradotto in francese, apparve a puntate nel quotidiano Le Temps.
Il romanzo ebbe due adattamenti cinematografici: Cristina Guzmán (1943), di Gonzalo Delgrás, interpretato da Marta Santoalla, Ismael Merlo e Luis García Ortega  e Cristina Guzmán (1968), di Luis César Amadori, interpretato da Rocío Dúrcal, Arturo Fernández ed Emilio Gutiérrez Caba. Nel 1950 anche il romanzo La fuente enterrada venne adattato per il cinema.
Nel decennio del 1940 divenne un'autrice molto venduta, le sue opere furono tradotte in tutte le lingue dell'Europa occidentale. Nel 1945 fu proclamata "la scrittrice più letta dell'anno" dalla Corporazione dei Librai.
Per i rilevanti incarichi che rivestì nel dopoguerra durante il regime franchista e per la sua attività di scrittrice e giornalista, Carmen de Icaza e la sua produzione letteraria sono divenuti oggetto di numerosi studi storici e di genere. La sua evoluzione, personale e letteraria, è stata ritenuta utile materia di ricerca per indagare i progetti di una generazione e le diverse sfumature dell'ideologia del sistema dittatoriale franchista e dei membri che ne facevano parte.

## Opere
Romanzi
- La boda del Duque Kurt (1935) pubblicato con lo pseudonimo di Valeria de Léon
- Cristina Guzmán, profesora de idiomas (1936) - trad. it.: Cristina Guzman, professoressa di lingue, Firenze, Salani, 1945
- ¡Quién sabe...! (1939) - trad. it.: Chissà ...!, Milano, Mondadori, 1942
- Soñar la vida (1941) - trad. it.: Sognare la vita, Milano, Alpe, 1945; Sogno sul Bosforo, Salani, 1953
- Vestida de tul (1942) -  Vestita di tul
- El tiempo vuelve (1945) - Il tempo scorre
- La fuente enterrada (1947) - La fonte sepolta
- Yo, la Reina (1950) - Io, la regina
- Las horas contadas (1953) - Le ore contate
- La casa de enfrente (1960) - La casa di fronte

Opere teatrali
- Cristina Guzmán, in collaborazione con Luis de Vargas (1939)
- Frente a frente (1941) - Faccia a faccia
- Vestida de tul (1944)